# Diócesis de Bukoba
La diócesis de Bukoba (en latín: Dioecesis Bukobaënsis, en inglés: Roman Catholic Diocese of Bukoba y en suajili: Jimbo Katoliki la Bukoba) es una circunscripción eclesiástica de la Iglesia católica en Tanzania. Se trata de una diócesis latina, sufragánea de la arquidiócesis de Mwanza. Desde el 19 de octubre de 2023 su obispo es Jovitus Francis Mwijage.

## Territorio y organización
La diócesis tiene 8680 km² y extiende su jurisdicción sobre los fieles católicos de rito latino residentes en parte de la región de Kagera, comprendiendo los distritos de: Bukoba urbano, Bukoba rural, Missenyi y Muleba.
La sede de la diócesis se encuentra en la ciudad de Bukoba, en donde se halla la Catedral de María Madre de Misericordia. 
En 2022 en la diócesis existían 39 parroquias agrupadas en 5 decanatos: Bukoba, Ihangiro, Ikimba, Kiziba y Muleba.

## Historia

### Antecedentes
El vicariato apostólico de Kagera Inferior fue erigido el 13 de diciembre de 1951 por el papa Pío XII.
El 25 de marzo de 1953 el vicariato apostólico fue elevado a diócesis y asumió el nombre de diócesis de Rutabo, con la sede episcopal en la ciudad homónima.

### Diócesis de Bukoba
El 21 de junio de 1960, mediante al decreto Eminentissimus de la Sagrada Congregación de Propaganda Fide, la diócesis se expandió adquiriendo una parte del territorio de la antigua diócesis de Bukoba. El territorio adquirido incluye la ciudad de Bukoba, en donde se trasladó la sede episcopal. En consecuencia, la diócesis tomó el nombre diócesis de Bukoba, mientras que la sede de la antigua diócesis de Bukoba se trasladó a Rulenge (hoy diócesis de Rulenge-Ngara).
Inicialmente sufragánea de la arquidiócesis de Tabora, el 18 de noviembre de 1987 pasó a formar parte de la provincia eclesiástica de la arquidiócesis de Mwanza.

## Estadísticas
Según el Anuario Pontificio 2023 la diócesis tenía a fines de 2022 un total de 648 000 fieles bautizados.
| Año                                                                             | Población            | Población | Población      | Sacerdotes | Sacerdotes    | Sacerdotes    | Bautizados por sacerdote | Diáconos permanentes | Religiosos | Religiosos | Parroquias |
| Año                                                                             | Bautizados católicos | Total     | % de católicos | Total      | Clero secular | Clero regular | Bautizados por sacerdote | Diáconos permanentes | Varones    | Mujeres    | Parroquias |
| ------------------------------------------------------------------------------- | -------------------- | --------- | -------------- | ---------- | ------------- | ------------- | ------------------------ | -------------------- | ---------- | ---------- | ---------- |
| 1970                                                                            | 221 574              | 427 921   | 51.8           | 71         | 68            | 3             | 3120                     |                      | 5          | 253        | 55         |
| 1980                                                                            | 248 550              | 566 000   | 43.9           | 100        | 86            | 14            | 2485                     |                      | 19         | 274        | 23         |
| 1990                                                                            | 360 355              | 748 588   | 48.1           | 97         | 91            | 6             | 3715                     |                      | 6          | 380        | 24         |
| 1999                                                                            | 566 695              | 1 131 127 | 50.1           | 105        | 98            | 7             | 5397                     |                      | 12         | 504        | 28         |
| 2000                                                                            | 569 100              | 1 140 000 | 49.9           | 113        | 106           | 7             | 5036                     |                      | 12         | 510        | 28         |
| 2001                                                                            | 578 100              | 1 180 000 | 49.0           | 109        | 104           | 5             | 5303                     |                      | 11         | 515        | 28         |
| 2002                                                                            | 583 000              | 1 170 833 | 49.8           | 114        | 108           | 6             | 5114                     |                      | 12         | 515        | 28         |
| 2003                                                                            | 636 724              | 1 171 620 | 54.3           | 112        | 107           | 5             | 5685                     |                      | 11         | 512        | 29         |
| 2004                                                                            | 519 123              | 868 066   | 59.8           | 118        | 112           | 6             | 4399                     |                      | 11         | 518        | 29         |
| 2006                                                                            | 521 256              | 870 048   | 59.9           | 119        | 113           | 6             | 4380                     |                      | 11         | 512        | 29         |
| 2012                                                                            | 529 444              | 877 000   | 60.4           | 126        | 121           | 5             | 4201                     |                      | 10         | 434        | 31         |
| 2015                                                                            | 547 323              | 930 000   | 58.9           | 138        | 135           | 3             | 3966                     |                      | 3          | 546        | 35         |
| 2018                                                                            | 569 994              | 984 935   | 57.9           | 143        | 137           | 6             | 3985                     |                      | 6          | 578        | 39         |
| 2020                                                                            | 609 725              | 1 042 400 | 58.5           | 143        | 140           | 3             | 4263                     |                      | 6          | 581        | 39         |
| 2022                                                                            | 648 000              | 1 108 000 | 58.5           | 148        | 145           | 3             | 4378                     |                      | 3          | 581        | 39         |
| Fuente: Catholic-Hierarchy, que a su vez toma los datos del Anuario Pontificio. |                      |           |                |            |               |               |                          |                      |            |            |            |

## Episcopologio
- Cardenal Laurean Rugambwa † (21 de junio de 1960-19 de diciembre de 1968 nombrado arzobispo de Dar es-Salam)
- Placidus Gervasius Nkalanga, O.S.B. † (6 de marzo de 1969-26 de noviembre de 1973 renunció)
- Nestorius Timanywa † (26 de noviembre de 1973-15 de enero de 2013 retirado)
- Desiderius M. Rwoma (15 de enero de 2013- 1 de octubre de 2022 retirado)[nota 1]
- Jovitus Francis Mwijage, desde el 19 de octubre de 2023